# Bette Nesmith Graham
Bette Nesmith Graham (Dallas, Texas, 23 de marzo de 1924-Richardson, Texas, 12 de mayo de 1980) fue una diseñadora industrial y mecanógrafa estadounidense, inventora del corrector líquido Liquid Paper. 

## Biografía
Bette Clair McMurray nació en Dallas, Texas, hija de Christine Duval y de Jesse McMurray, gerente de una empresa de suministros para la automoción. Se crio en San Antonio y se graduó en la Alamo Heights High School. Se casó con Warren Audrey Nesmith (1919-1984) antes de partir él a luchar en la Segunda Guerra Mundial. Mientras el marido estaba ausente nació su hijo, Robert Michael Nesmith, el 30 de diciembre de 1942. Se divorció de Warren Nesmith tras volver este a casa en 1946. Su padre murió a principios de la década de 1950, dejando algunas propiedades en Dallas a Nesmith Graham. Ella, su madre, Michael y su hermana Yvonne se mudaron allí. Para  ganar un dinero extra Nesmith pintaba escaparates navideños en el banco, y allí se dio cuenta de que: «cuando un artista está rotulando, nunca corrige sus errores borrando, sino que siempre pinta encima del error. Así que decidí usar lo que los artistas usan. Puse un poco de pintura al agua en una botella, tomé un pincel de acuarelas y lo llevé a la oficina. Utilicé eso para corregir mis errores».
Nesmith usó en secreto durante cinco años su corrector blanco, realizando algunas mejoras con la ayuda del profesor de química de su hijo en la Thomas Jefferson High School de Dallas. Algunos jefes la amonestaron por ello, pero sus compañeras buscaban a menudo su «repintador». Finalmente, en 1956, comenzó a comercializar su corrector de máquina de escribir con el nombre de Mistake Out (Fuera Errores). Más tarde cambió el nombre a Liquid Paper, cuando puso en marcha su propia empresa.
Mistake Out comenzó sus operaciones en los 60 con pequeñas pérdidas y con el hogar de Nesmith como sede central de la empresa; pero como el producto comenzó a ser indispensable para las secretarias, cambió el lugar de producción de la cocina a una estructura metálica de 10 por 26 pies, colocada en el patio trasero de su casa, desde donde no solo lo fabricaba, sino que también lo empaquetaba y expedía.
Nesmith se casó con Robert Graham en 1962, uniéndose este a la gestión de la empresa; pero se divorciaron en 1975.
Vendió Liquid Paper a la Gillette Corporation en 1979 por 47,5 millones de dólares. Tenía entonces 200 empleados y producía 25 millones de frascos al año.
Nesmith Graham murió el 12 de mayo de 1980, cuando tenía 56 años, en Richardson (Texas) tras sufrir un derrame cerebral.

## Estilo de dirección
Desde el principio, Nesmith Graham llevó su empresa con una única combinación de espiritualidad, igualitarismo y pragmatismo. Educada como baptista, en 1942 se convirtió a la ciencia cristiana, y su fe inspiró el desarrollo de su política corporativa. Tomando partes en su código de ética y filosofía de los negocios, cubrió casi todos los aspectos de la gestión desde su creencia en un Ser Supremo, anteponiendo la descentralización en  la toma de decisiones y el énfasis en la calidad del producto a la obtención de un beneficio. También creía que las mujeres podían aportar más calidad humana al mundo de los negocios que los hombres y proveyó a su nueva sede central en 1975 con un cinturón verde con estanque de peces, una biblioteca para los empleados y una guardería.

## Legado
Su único hijo, el músico Michael Nesmith (conocido por ser miembro de The Monkees) heredó la mitad de la fortuna de su madre de más de 50 millones. Con parte de esta fortuna, financió la Gihon Foundation, que estableció el Council on Ideas, un think tank con un centro de retiro localizado en Santa Fe, Nuevo México, que estuvo abierto desde 1990 al 2000, dedicado a estudiar los problemas del mundo. Adicionalmente, una parte del legado de Graham financió la Fundación Betty Clair McMurray, enfocada a proyectos como la exhibición Texas Women, una celebración de la historia, orientación profesional para madres solteras, refugio y asesoramiento para mujeres maltratadas y becas universitarias para mujeres maduras. En 2018, The New York Times publicó un obituario tardío.